# 4th Quarter Pressure Part 4
4th Quarter Pressure Part 4 – czwarty i ostatni mixtape Big Mike’a z serii „4th Quarter Pressure”. Na okładce można zobaczyć Stylesa.

## Lista utworów
1. „That’s That Shit” (Nas)
2. „Its War” (DJ Clue ft. Nas)
3. „The Gold” (DJ Clue ft. Mobb Deep)
4. „Teach The Children” (Mobb Deep)
5. „G Joint (Dissin’ G-Unit)” (Styles P ft. JHood)
6. „Testify” (Styles P ft. Talib Kweli) (Produced by Hi-Tek)
7. „Just A Week Ago Part2" (The Game ft. Mario Winans)
8. „Throw Some D’S On It” (The Game)
9. „Fuck Off” (DJ Clue ft. Juelz Santana & Young Jeezy)
10. „East Coast Cartel” (Nas)
11. „Turn Out The Lights” (Team Arliss (St.Raw))
12. „Slow Motion” (Remo Da Rapstar ft. Nina B)
13. „I Want You (Remix)” (Lloyd ft. Nas & Andre 3000)
14. „Lock You Down” (Mya ft. Lil Wayne)
15. „Kick It Like That” (Styles P ft. Jagged Edge)
16. „Just A Week Ago Part One” (Mario Winans ft. The Game)
17. „The Boss” (Fabolous)
18. „Terror Era” (DJ Clue ft. Fat Joe & Remy Martin)
19. „Get In My Shoes [not on the album]” (Nas)
20. „Warning Signs [not on the album]” (Nas ft. Tre Williams & Blitz)
21. „My Name Is N.O.” (NORE)
22. „Day After Day” (Smoke & Numbers)
23. „Are U Ready?” (Belly)
24. „The Dynasty” (S-One)
25. „Get Big On Em” (S.O. feat. Nu Jersey Devil)
26. „Ghetto Dayz” (The Game)
27. „The Giants” (MOP)